# Kagerō Project
Kagerō Project (jap. カゲロウプロジェクト, Kagerō Purojekuto) ist ein japanisches Medienfranchise, das sich um eine Gruppe von Jugendlichen mit übernatürlichen Fähigkeiten dreht. Es startete mit einer Serie von Liedern für die Gesangssoftware Vocaloid vom Künstler Jin (Shizen no Teki-P). Es folgten Musikvideos, eine von Jin geschriebene Light-Novel- und Manga-Serie und eine Anime-Serie. Light Novel und Manga wurden als Kagerou Daze bekannt – nach einem Liedtitel der Reihe – der Anime als Mekakucity Actors nach dem Namen der Protagonisten.

## Inhalt
Der 18-jährige Arbeitslose und Stubenhocker Shintarō Kisaragi (如月 伸太郎) wird seit zwei Jahren von Ene, einem intelligenten Computerprogramm mit der Gestalt eines Mädchens auf seinem Computer heimgesucht. Als er doch einmal sein Zimmer verlassen und einkaufen muss, gerät er im Einkaufszentrum in eine Geiselnahme. Dabei lernt er die Mekakushi-Dan (dt. „Augenbinden-Bande“) kennen, eine Gruppe von Jugendlichen mit verschiedenen übernatürlichen Fähigkeiten, die alle in Verbindung mit ihren Augen stehen. Gemeinsam mit ihnen und Ene kann er die Geiselnehmer überwältigen. Kurz zuvor wurde auch seine jüngere Schwester Momo Kisaragi (如月 桃) Teil der Gruppe. Sie zieht alle Aufmerksamkeit auf sich, wodurch sie zum Popstar wurde. Die Gruppe will ihr helfen, ihre besondere Fähigkeit zu kontrollieren.
Kern der Gruppe sind die drei Freunde Tsubomi Kido (木戸 つぼみ), Kōsuke Seto (瀬戸 幸助) und Shūya Kano (鹿野 修哉), die gemeinsam als Waisen aufgewachsen sind. Sie leben gemeinsam im Versteck der Mekakushi-Dan, angeführt von Kido, die sich der Aufmerksamkeit anderer entziehen kann. Mit dieser Fähigkeit ist sie das genaue Gegenteil von Momo Kisaragi. Seto kann die Gedanken anderer lesen und Kano jedem so erscheinen und täuschen, wie es ihm beliebt. Während Seto seine Fähigkeit fast nie nutzt, wendet Kano sie ständig an und lässt so alle über seine wahren Gefühle im Unklaren. Einige Zeit vor Momo war noch die schüchterne Marry Kozakura (小桜 茉莉) von Seto in die Gruppe gebracht worden. Sie kann andere erstarren lassen.
Nach den Ereignissen im Einkaufszentrum wird Ene und dann Shintarō, dieser eher widerwillig, Mitglied der Gruppe. In der Stadt trifft Shintarō später den schüchternen und nichts von der Welt wissenden Haruka Kokonose (九ノ瀬遥), genannt Konoha. Er lebt bei einem Bekannten, bei dem über die Ferien auch die 12-jährigen Hibiya und Hiyori untergekommen sind. Hibiya ist in Hiyori verliebt und ihr daher über die Ferien in die Stadt gefolgt. Sie will jedoch von ihm nichts wissen und himmelt den cool wirkenden Konoha an. Nun sind beide Kinder verschwunden und Konoha auf der Suche nach ihnen. Zusammen mit Shintarō sieht er, wie sie entführt werden und greift ein. Dabei kommt es zu einem Unfall, der für Shintarō sehr merkwürdig erscheint. Die anderen der Mekakushi-Dan besuchen das Grab der Gründerin Ayano Tateyama (楯山 文乃). Sie stellt sich dabei als Klassenkameradin von Ene heraus, als sie noch Schülerin war. Alle, einschließlich Shintarō, sind sich zwei Jahre zuvor bereits bei einem Schulfest begegnet. Shintarō war mit Ayano eng befreundet und Kido, Seto und Kano sind zusammen als Adoptivgeschwister von Ayano aufgewachsen. Haruka war in seine Klassenkameradin Takane Enomoto (榎本 貴音) verliebt, genannt Ene, und beide waren ebenfalls beim Schulfest. Nach dem Fest kamen beide um: der schon immer schwächliche Haruka nahm dann die Gestalt Konohas mit übermenschlichen Kräften an, Ene wurde in Shintarōs Computer wiedergeboren. 
Im Krankenhaus trifft die Gruppe auf Hibiya, den sie wegen seiner erwachenden Kräfte in ihr Versteck bringen. Kido erklärt, dass sie ihre Kräfte alle bei Nahtoderfahrungen erhielten, bei denen sie in eine mysteriöse Welt, den „Heat Haze“ gelangten. Angehörige, die dabei waren, sind dort geblieben. Kano, der mit Ene zusammen getrennt von den anderen den Friedhof verließ, erklärt er was er von Ayano über die Kräfte erfuhr. Diese stammen von einer Schlange, die eine ewige magische Welt beherrscht. Diese wurde einst von der Medusa Azami geschaffen, die sich in einen Menschen verliebt hatte. Um dessen und ihrer Tochter Sterblichkeit zu entfliehen, schuf sie für ihre Familie eine Welt in der sie nicht altern und sterben, den Heat Haze. Doch wurden sie von anderen Menschen hintergangen und Azami zog sich in den Heat Haze zurück. Als ihre Tochter und deren Tochter, Marry, von Menschen getötet wurde, ließ sie beide wieder auferstehen und zieht seitdem alle Menschen in den Heat Haze, die am gleichen Datum sterben. Einige von ihnen kamen mit den Fähigkeiten der Schlagen zurück. Die Welt und die sie beherrschenden Schlangen verselbstständigten sich seitdem. Dieses Wissen wurde an Ayanos Mutter weitergegeben, nach ihrem Tod erfuhr Ayano und dann Kano davon. Eine hat Kenjirō Tateyama (楯山 研次朗) besessen, den Vater Ayanos, Stiefvater und Lehrer der anderen.  
Im Keller der Schule finden Kano und Ene ihren Körper, sodass sie nun nicht mehr nur in elektronischen Geräten leben muss. Zugleich erwacht Shintarōs Fähigkeit: Er hatte sich eins mit Marry angefreundet und wurde zu ihrem immer währenden Gedächtnis. Der Rest der Gruppe erreicht nun Kenjirō. Die Schlange verrät, dass sie in der Welt am Leben gehalten wird und diese Welt nur erschaffen wird durch Marrys Wunsch nach einem erfüllten Leben mit ihren Freunden. Dies wird stets durch eine neue Welt geschaffen und dann durch die Schlange wieder zerstört, sodass auch sie wiederbelebt wird. Doch durch Shintarōs Erinnerungen kann sich Marry nun aus diesem Kreislauf befreien und mit der Hilfe von Konoha und Ayano aus dem Heat Haze die Schlange besiegen. So werden alle vom Fluch der Schlange befreit und können in der echten Welt weiterleben. 

## Veröffentlichungen

### Lieder
Die von Jin komponierten Lieder erschienen ab 30. Mai 2012 parallel zur Light-Novel-Serie IA Project. Insgesamt erschienen 22 Lieder in zwei Alben und einer Single.

### Light Novel
Die von Jin (Shizen no Teki-P) geschriebene Light Novel wird illustriert von Sidu. Sie erschien von Mai 2012 bis Dezember 2017 bei Enterbrain in Japan und umfasst acht Bände. Eine englische Übersetzung erscheint bei Yen Press, eine chinesische bei Kadokawa Shoten in Taiwan.

### Manga
Ebenfalls von Jin geschrieben, jedoch zeichnerisch umgesetzt von Mahiro Satō, erschien von Juni 2012 bis Februar 2019 ein Manga in Media Factorys Magazin Monthly Comic Gene. Die Kapitel wurden auch in Sammelbänden herausgebracht, von denen insgesamt 13 erschienen sind. Der siebte Band verkaufte sich in Japan über 50.000 mal.
Eine deutsche Übersetzung erschien von Oktober 2015 bis April 2020 bei Egmont Manga mit allen 13 Bänden. Yen Press bringt eine englische Fassung heraus, Editorial Ivréa eine spanische und Tong Li Publishing eine chinesische.

### Anime
Bei Studio Shaft entstand 2014 eine zwölfteilige Animeserie zu dem Franchise. Regie führten Akiyuki Shimbō und Yuki Yase; das Charakterdesign entwarf Gen'ichirō Abe. Vom 13. April bis 28. Juni 2014 wurde die Serie von Nippon BS Broadcasting Corporation und Tokyo MX in Japan gezeigt. Die Plattformen Aniplex Channel und Crunchyroll nahmen den Anime in ihr Programm auf, mit deutschen und englischen Untertiteln.

#### Synchronisation
| Rolle             | japanischer Sprecher (Seiyū) |
| ----------------- | ---------------------------- |
| Ene               | Kana Asumi                   |
| Marry Kozakura    | Kana Hanazawa                |
| Konoha            | Mamoru Miyano                |
| Hibiya Amamiya    | Misuzu Togashi               |
| Momo Kisaragi     | Nanami Kashiyama             |
| Shūya Kano        | Shinnosuke Tachibana         |
| Kōsuke Seto       | Sōichirō Hoshi               |
| Shintaro Kisaragi | Takuma Terashima             |
| Tsubomi Kido      | Yuko Kaida                   |

### Musik
In der Serie finden drei Lieder für den Vorspann Verwendung:
- Daze von Jin ft. MARIA von GARNiDELiA
- Headphone Actor von Jin ft. LiSA
- Ayano no Kōfuku Riron (アヤノの幸福理論) von Jin ft. Aki Okui

Die Abspanne sind mit folgenden Titeln unterlegt:
- Days von Jin feat. Lia
- Yūkei Yesterday (夕景イエスタデイ) von Jin ft. LiSA
- Lost Time Memory von Jin ft. Kōta Matsuyama von Byee the Round
- Summertime Record von Jin ft. Takuro Sugawara

Außerdem werden während der Folgen diese Titel verwendet: 
- Kisaragi Attention (如月アテンション) von Jin ft. Luna Haruna
- Mekakushi Code (メカクシコード) von Jin ft. Koneko Yasagure
- Kagerō Daze (カゲロウデイズ) von Jin ft. Shōichi Taguchi von Sentimental Vector
- Kūsō Forest (空想フォレスト) von Jin ft. Takumi Yoshida von phatmans after school
- Otsukimi Recital (オツキミリサイタル) von Jin ft. IA